# Jurassic Attack
Jurassic Attack est un film américain réalisé par Anthony Fankhauser et sorti directement en vidéo en 2013.

## Synopsis
À la suite d'une mission de sauvetage, une équipe de militaires se retrouve naufragée dans un monde perdu, peuplé de dinosaures.

## Fiche technique
- Titre : Jurassic Attack
- Réalisateur : Anthony Fankhauser
- Genre : science fiction, fantastique, horreur

## Distribution
- Corin Nemec : Colonel Carter
- Vernon Wells : Agent Grimaldi
- Gary Stretch : John Steakley
- Rachel Riley : Soldat 1
- Alicia Ziegler : Sarah Haldeman
- Michael Worth : Professeur Roxton
- Natascha Berg : Angeles Ibanez
- Jordan Lawson : Soldat 2